# Mörttjärnen (Hammerdals socken, Jämtland)
Mörttjärnen är en sjö i Strömsunds kommun i Jämtland och ingår i Indalsälvens huvudavrinningsområde.